# Юссеф Рамадан
Юссеф Рамадан (7 липня 2002) — єгипетський плавець.
Учасник Олімпійських Ігор 2020 року, де в півфіналах на дистанції 100 метрів батерфляєм посів 16-те місце і не потрапив до фіналу.